# Priesterseminar Vilkaviškis
Das Priesterseminar Vilkaviškis (lit. Vilkaviškio Palaimintojo Jurgio Matulaičio kunigų seminarija) war bis 2005 ein katholisches Priesterseminar und eine nicht staatliche Hochschule in Marijampolė, später eine Abteilung der Fakultät für Katholische Theologie der Vytautas-Magnus-Universität Kaunas (VDU).
Am Seminar studierten die Seminaristen aus dem Bistum Vilkaviškis. 

## Geschichte
Nach der Gründung der Diözese Vilkaviškis 1926 wurde beschlossen, ein Priesterseminar zu eröffnen. Ursprünglich war das Seminar im Gutshof Gižai eingerichtet. Seit 1930 zog es um in neue Räumlichkeiten in Vilkaviškis.
1944 nach der sowjetischen Besetzung wurde das Seminar geschlossen. Einige der Seminaristen emigrierten nach Deutschland, ein Teil studierte weiter am Priesterseminar Kaunas.
1989 entschloss man sich das Seminar wiederherzustellen. Seit 1997 trug das Priesterseminar den Namen des seligen Jurgis Matulaitis. Seine Tätigkeit begann das Seminar 1999 in Marijampolė. Nach dem Studienjahr 2004/2005 beschloss die Diözese, das Seminar aufgrund der sehr geringen Zahl der Seminaristen zu schließen. Alle Schüler zogen nach Kaunas.

## Regenten
- 1938–: Prof. Feliksas Bartkus (1894–1973)
- Prof. Kęstutis Žemaitis